# Happy Holiday (serie televisiva)
Happy Holiday è una serie televisiva tedesca di genere prodotta dal 1992 al 1993 da TNF Tele-Norm-Film e trasmessa dal 1993 al 1994 dall'emittente ARD 1. Protagonisti della serie sono, nella prima stagione, Sylvia Reize, e, nella seconda stagione, Gerd Silberbauer; altri interpreti principali sono Chrissy Schulz, Spiros Focás, Nicola Tiggeler, Dorothea Schenk, ecc.
La serie  si compone di 2 stagioni, per un totale di 26 episodi (13 per stagione) e veniva trasmessa con cadenza settimanale: il primo episodio, intitolato Liebe aus dem zweiten Blick, fu trasmesso in prima visione il 24 febbraio 1993; l'ultimo, intitolato Der Roman, fu trasmesso in prima visione il 16 marzo 1994.

## Trama

### Prima stagione
Tizia gestisce un villaggio turistico nell'isola greca di Kos. Nella sua attività è affiancata dalla figlia Babs, dall'animatore Giancarlo, dalla receptionist Sylvia e dall'insegnante di sport Toni.

### Seconda stagione
La scena si sposta nell'isola spagnola di Maiorca, nel villaggio turistico gestito da Markus. Markus è affiancato nella propria attività dalla sua ragazza Vicky, che gli fa anche da assistente, dalla figlia Susi (avuta dal suo precedente matrimonio) e dai colleghi Tanja e Oliver.

## Episodi
| Stagione         | Puntate | Prima TV Germania | Prima TV Italia |
| ---------------- | ------- | ----------------- | --------------- |
| Prima stagione   | 13      | 1993              | inedita         |
| Seconda stagione | 13      | 1993              | inedita         |